# Personal Taste
Personal Taste (hangul: 개인의 취향; RR: Kaein-ui Chwihyang) är en sydkoreansk TV-serie som sändes på MBC från 31 mars till 20 maj 2010. Son Ye-jin och Lee Min-ho spelar i huvudrollerna.

## Rollista (i urval)
- Son Ye-jin - Park Kae-in
- Lee Min-ho - Jeon Jin-ho